# Villarsiviriaux

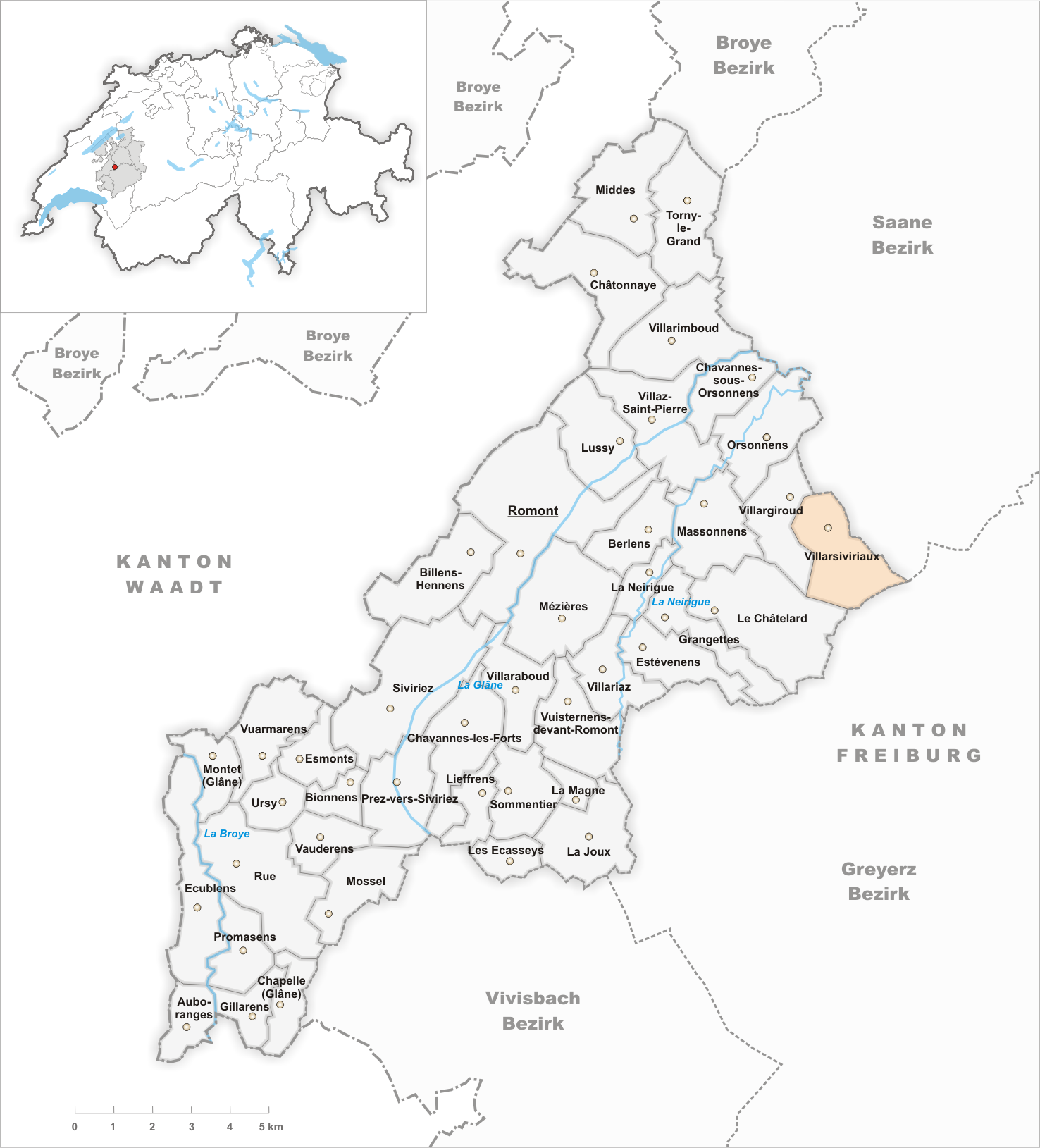
Gemeindestand vor der Fusion am 1. Januar 2001

Villarsiviriaux (Freiburger Patois Velâcheveryâⓘ) ist eine Ortschaft und früher selbständige politische Gemeinde im Distrikt Glâne des Kantons Freiburg in der Schweiz. Am 1. Januar 2001 fusionierte Villarsiviriaux mit den vorher ebenfalls selbständigen Gemeinden Chavannes-sous-Orsonnens, Orsonnens und Villargiroud zur neuen Gemeinde Villorsonnens.

## Geographie
Villarsiviriaux liegt auf 834 m ü. M., sieben Kilometer östlich des Bezirkshauptortes Romont (Luftlinie). Das Dorf erstreckt sich auf einem Geländevorsprung am unteren Nordhang des Gibloux, über dem Tal des Baches Ruisseau du Guelbe, im Molassehügelland des Freiburger Mittellandes. Die ehemalige Gemeindefläche betrug rund 4,2 km². Das Gebiet erstreckte sich vom Ruisseau du Guelbe über den Hang von Villarsiviriaux bis in das zumeist bewaldete Quellgebiet des Baches Glèbe. Die Südgrenze verläuft auf dem Waldkamm des Gibloux, auf dessen Gipfel eine Höhe von 1206 m ü. M. erreicht wird.

## Bevölkerung
Mit 189 Einwohnern (2000) zählte Villarsiviriaux vor der Fusion zu den kleinen Gemeinden des Kantons Freiburg. Zu Villarsiviriaux gehören einige Einzelhöfe.
Einwohnerzahlen: Volkszählungsdaten

## Wirtschaft
Villarsiviriaux war bis in die zweite Hälfte des 20. Jahrhunderts ein vorwiegend durch die Landwirtschaft geprägtes Dorf. Noch heute haben die Milchwirtschaft und die Viehzucht einen wichtigen Stellenwert in der Erwerbsstruktur der Bevölkerung. Einige weitere Arbeitsplätze sind im lokalen Kleingewerbe und im Dienstleistungssektor vorhanden. In den letzten Jahrzehnten hat sich das Dorf auch zu einer Wohngemeinde entwickelt. Viele Erwerbstätige sind deshalb Wegpendler, die hauptsächlich in den Regionen Romont und Freiburg arbeiten.

## Verkehr
Das Dorf liegt abseits der grösseren Durchgangsstrassen. Die Hauptzufahrt erfolgt von Villargiroud. Villarsiviriaux besitzt selbst keine Anbindung an den öffentlichen Verkehr. Die Busse der Transports publics Fribourgeois, welche die Strecke von Romont nach Farvagny-le-Grand bedienen, halten in Villargiroud an der Abzweigung der Strasse nach Villarsiviriaux, rund 700 m vom Ortskern entfernt.

## Geschichte
Die erste urkundliche Erwähnung des Ortes erfolgte im 12. Jahrhundert unter dem Namen Villar Severor. Später erschienen die Bezeichnungen Villar Sewrioz (1233), Vilarseverice (1238), Villar Siverioux (1278) und Villar siviriaux (1668). Der Ortsname ist wahrscheinlich vom Beinamen Severus abgeleitet.
Seit dem Mittelalter hing das Schicksal von Villarsiviriaux eng mit demjenigen der Herrschaft Villargiroud zusammen. Diese stand teils unter dem Einflussbereich der Savoyer, teils unter jenem der Freiherren von Pont-en-Ogoz. Zu Beginn des 16. Jahrhunderts geriet Villarsiviriaux allmählich unter die Herrschaft von Freiburg. Die neuen Herren ordneten das Dorf der Vogtei Pont-Farvagny zu. Nach dem Zusammenbruch des Ancien Régime (1798) gehörte Villarsiviriaux während der Helvetik bis 1803 zum Bezirk Romont, danach zum Bezirk Farvagny und wurde mit der neuen Kantonsverfassung 1848 in den Bezirk Glâne eingegliedert.
Im Rahmen der vom Kanton Freiburg seit 2000 geförderten Gemeindefusionen wurden die Dörfer Villarsiviriaux, Chavannes-sous-Orsonnens, Orsonnens und Villargiroud mit Wirkung auf den 1. Januar 2001 zusammengelegt. Die neu entstandene politische Gemeinde erhielt den Kunstnamen Villorsonnens.

## Sehenswürdigkeiten
Seit 1869 bildet Villarsiviriaux eine eigene Pfarrei, vorher gehörte es zur Kirchgemeinde Orsonnens. Der heutige Bau der Pfarrkirche Saint-Théodule wurde 1673 errichtet. Im Ort sind einige charakteristische Bauernhäuser aus dem 18. und 19. Jahrhundert erhalten.